# Huang Jingyu
Dans ce nom chinois, le nom de famille, Huang, précède le nom personnel Jingyu.
Huang Jingyu (黄景瑜), également connu sous le nom de Johnny Huang, est un  acteur, mannequin et chanteur chinois, né le 8 août 1992 à Liaoning en Chine. Il est surtout connu pour ses rôles dans Addicted (2016), Operation Red Sea (2018), Moonshine and Valentine (2018), et The Thunder (2019).

## Biographie
Huang est allé à l'université de Eastern Liaoning pour devenir steward. Il a également effectué plusieurs emplois à mi-temps avant que ses amis le convainc de se diriger vers la carrière de mannequin. 
Huang pratique le Jiu Jitsu Brésilien et a participé à plusieurs compétitions. Il a gagné le tournois tenu à Shanghai à l'école de Jiu Jitsu Brésilien. 
En 2016, Huang démarre sa carrière d'acteur en jouant dans la web série Boys Love Addicted, qui le rend célèbre. La série est cependant annulée avant la fin à cause du thème homosexuel de celle-ci, mal acceptée en Chine. La même année  Huang apparaît dans une web série fantastique Demon Girl 2. 
En 2018, Huang est la vedette du film d'action Operation Red Sea, réalisé par Dante Lam, qui devient par la suite le plus gros succès du cinéma de cette année-là en Chine. Grâce à sa performance, il obtient le prix du Meilleur Acteur Débutant à la cérémonie Asian Film Awards. La même année Huang est la vedette des deux séries de romance Moonshine and Valentine et My Story For You. Il est ensuite cité dans Forbes China dans leur liste 30 Under 30 Asia 2017. 
En 2019, il est à l'affiche de la comédie The Pegasus réalisée par Han Han, ainsi que la série policière The Thunder. En 2020, il est à nouveau à l'affiche d'une série romantique Love Advanced Customization.  

## Filmographie

### Cinéma
- 2018 : Operation Red Sea (红海行动) : Gu Shun
- 2018 : Guns and Kidneys (en) (枪炮腰花) : Ah Meng
- 2018 : Wild Grass (荞麦疯长) : Wu Feng
- 2019 : Pegasus ( 驰人生) : Lin Zhengdong
- 2019 : Mao Zedong 1949 (决胜时刻) : Chen Youfu[2]
- 2020 : Lost in Russia (囧妈) : Da Long[3]
- 2020 : Wild Grass (荞麦疯长) : Wu Feng||[4]
- 2020 : Oversize Love (月半爱丽丝) : Han Bing[5]
- 2022 : Formed Police Unit : 维和防暴队: Yu Wei Dong
- 2023 : The Procurator / Justices Seeker : 检察风云: Li Rui

### Séries télévisées
| Année | Titre Anglais               | Titre Chinois            | Rôle           | chaîne    | Ref.   |
| ----- | --------------------------- | ------------------------ | -------------- | --------- | ------ |
| 2016  | Addicted                    | 上瘾                     | Gu Hai         | iQiyi     | [ 6 ]  |
| 2016  | Demon Girl II               | 半妖倾城II               | Nurhaci        | Mango TV  | [ 6 ]  |
| 2018  | Moonshine and Valentine     | 结爱·千岁大人的初恋      | Helan Jingting | Tencent   | [ 7 ]  |
| 2018  | My Story for You (en)       | 为了你我愿意热爱整个世界 | Changgong Wei  | iQiyi     |        |
| 2019  | The Thunder                 | 破冰行动                 | Li Fei         | CCTV      | [ 8 ]  |
| 2020  | Love Advanced Customization | 幸福触手可及             | Song Lin       | Hunan TV  | [ 9 ]  |
| 2020  | Together                    | 在一起                   | Lu Chaoyang    | Dragon TV |        |
| 2020  | Something Just Like This    | 青春创世纪               | Duan Ran       | iQiyi     | [ 10 ] |
| 2021  | Lucky With You              | 三生有幸遇上你           | Hou Juejie     | Youku     |        |
| 2021  | My Dear Guardian            | 爱上特种兵               | Liang Muze     | iQiyi     | [ 11 ] |
| 2021  | Ace Troops                  | 王牌部队                 | Gao Liang      | iQiyi     | [ 12 ] |
| 2022  | Chasing the Undercurrent    | 罚罪                     | Chang Zheng    | iQiyi     | [ 13 ] |

### Émissions télévisées
| Année | Titre Anglais         | Titre Chinois      | Rôle           | Ref.   |
| ----- | --------------------- | ------------------ | -------------- | ------ |
| 2016  | Date with Star        | 约吧！大明星       | Member de cast | [ 14 ] |
| 2017  | King of Glory         | 王者出击           | Member de cast | [ 15 ] |
| 2018  | Let Go of My Baby S03 | 放开我北鼻 第3季   | Member de cast | [ 16 ] |
| 2019  | Chase Me (TV series)  | 追我吧             | Member de cast | [ 17 ] |
| 2021  | Mr. Housework S03     | 做家务的男人 第3季 | Member de cast | [ 18 ] |
| 2022  | Go fighting! S08      | 极限挑战 第8季     | Member de cast | [ 19 ] |

## Distinctions
| année | Award                                                            | Catégorie                             | Nomination               | Result     | Ref.   |
| ----- | ---------------------------------------------------------------- | ------------------------------------- | ------------------------ | ---------- | ------ |
| 2016  | 16th Top Chinese Music Awards                                    | Media Recommended New Idol            | Huang Jingyu             | Lauréat    | [ 20 ] |
| 2016  | Cosmo Fashion for Dream Award Ceremony                           | Dream Fashionable Figure              | Huang Jingyu             | Lauréat    | [ 21 ] |
| 2016  | 23rd Cosmo Beauty Ceremony                                       | Rising Idol of the Year               | Huang Jingyu             | Lauréat    | [ 22 ] |
| 2016  | 2016 Netease Attitude Awards                                     | New Force National Idol               | Huang Jingyu             | Lauréat    | [ 23 ] |
| 2016  | Youku Young Choice Award Ceremony                                | Promising Idol of the Year            | Huang Jingyu             | Lauréat    | [ 24 ] |
| 2017  | 2016 Powerstar's Award Ceremony                                  | Most Popular Promising Newcomer       | Huang Jingyu             | Lauréat    | [ 25 ] |
| 2017  | 2017 Instyle Icon Awards                                         | Most Popular Male Artiste of the Year | Huang Jingyu             | Lauréat    | [ 26 ] |
| 2017  | GQ Men of the Year 2017                                          | New Artiste of the Year               | Huang Jingyu             | Lauréat    | [ 27 ] |
| 2017  | 24th Cosmo Beauty Ceremony                                       | Beautiful Idol of the Year            | Huang Jingyu             | Lauréat    | [ 28 ] |
| 2017  | 8th DoNews Award Ceremony                                        | Entertainment Figure of the Year      | Huang Jingyu             | Lauréat    | [ 29 ] |
| 2018  | Interest Tribe Appreciation Night                                | Most Commercially Valuable Actor      | Huang Jingyu             | Lauréat    | [ 30 ] |
| 2018  | 2018 Baidu Entertainment Award                                   | Person of the Year                    | Huang Jingyu             | Lauréat    | [ 31 ] |
| 2018  | 2018 Baidu Entertainment Award                                   | Popular Star of the Year              | Huang Jingyu             | Lauréat    | [ 32 ] |
| 2018  | 24th Huading Awards                                              | Meilleur acteur (Modern Drama)        | Moonshine and Valentine  | Lauréat    | [ 33 ] |
| 2018  | 14th Changchun Film Festival                                     | Best Supporting Actor                 | Operation Red Sea        | Nomination | [ 34 ] |
| 2018  | 34th Hundred Flowers Awards                                      | Best Newcomer                         | Operation Red Sea        | Nomination | [ 35 ] |
| 2018  | 31st Tokyo International Film Festival - Gold Crane Award        | Most Popular Actor                    | Operation Red Sea        | Lauréat    | [ 36 ] |
| 2018  | Golden Bud - The Third Network Film And Television Festival      | Meilleur acteur (Web Drama)           | Moonshine and Valentine  | Nomination | [ 37 ] |
| 2018  | 15th Esquire China's Man At His Best Awards                      | Annual Breakthrough Award             | Huang Jingyu             | Nomination | [ 38 ] |
| 2019  | 13th Asian Film Awards                                           | Best Newcomer                         | Operation Red Sea        | Lauréat    | [ 39 ] |
| 2019  | 25th Huading Awards                                              | Best Newcomer                         | Operation Red Sea        | Nomination | [ 40 ] |
| 2019  | 6th The Actors of China Award Ceremony                           | Meilleur acteur (Emerald Category)    | The Thunder              | Nomination | [ 41 ] |
| 2019  | 26th Huading Awards                                              | Meilleur acteur (Modern drama)        | The Thunder              | Nomination | [ 42 ] |
| 2019  | Golden Bud - The Fourth Network Film And Television Festival     | Meilleur acteur                       | The Thunder              | Nomination | [ 43 ] |
| 2019  | 16th Guangzhou Student Film Festival                             | Most Popular Supporting Actor         | Pegasus                  | Lauréat    | [ 44 ] |
| 2019  | 11th China TV Drama Awards                                       | Youth Charismatic Actor               | Huang Jingyu             | Lauréat    | [ 45 ] |
| 2020  | 7th The Actors of China Award                                    | Meilleur acteur (Emerald)             | Huang Jingyu             | Nomination | [ 46 ] |
| 2021  | Weibo Movie Night                                                | Breakthrough Actor of the Year        | Huang Jingyu             | Lauréat    | [ 47 ] |
| 2022  | Golden Lotus - Macau International Movie and Television Festival | Meilleur acteur                       | Chasing the Undercurrent | Nomination | [ 48 ] |